# Tropidopola
Tropidopola is een geslacht van rechtvleugeligen uit de familie veldsprinkhanen (Acrididae). De wetenschappelijke naam van dit geslacht is voor het eerst geldig gepubliceerd in 1873 door Stål.

## Soorten
Het geslacht Tropidopola omvat de volgende soorten:
- Tropidopola cylindrica Marschall, 1836
- Tropidopola daurica Uvarov, 1926
- Tropidopola graeca Uvarov, 1926
- Tropidopola longicornis Fieber, 1853
- Tropidopola nigerica Uvarov, 1937
- Tropidopola syriaca Walker, 1871
- Tropidopola turanica Uvarov, 1926